# Benayes
Benayes é uma comuna francesa na região administrativa da Nova Aquitânia, no departamento de Corrèze. Estende-se por uma área de 23,12 km². Em 2010 a comuna tinha 229 habitantes (densidade: 9,9 hab./km²).